# Museo Kröller-Müller

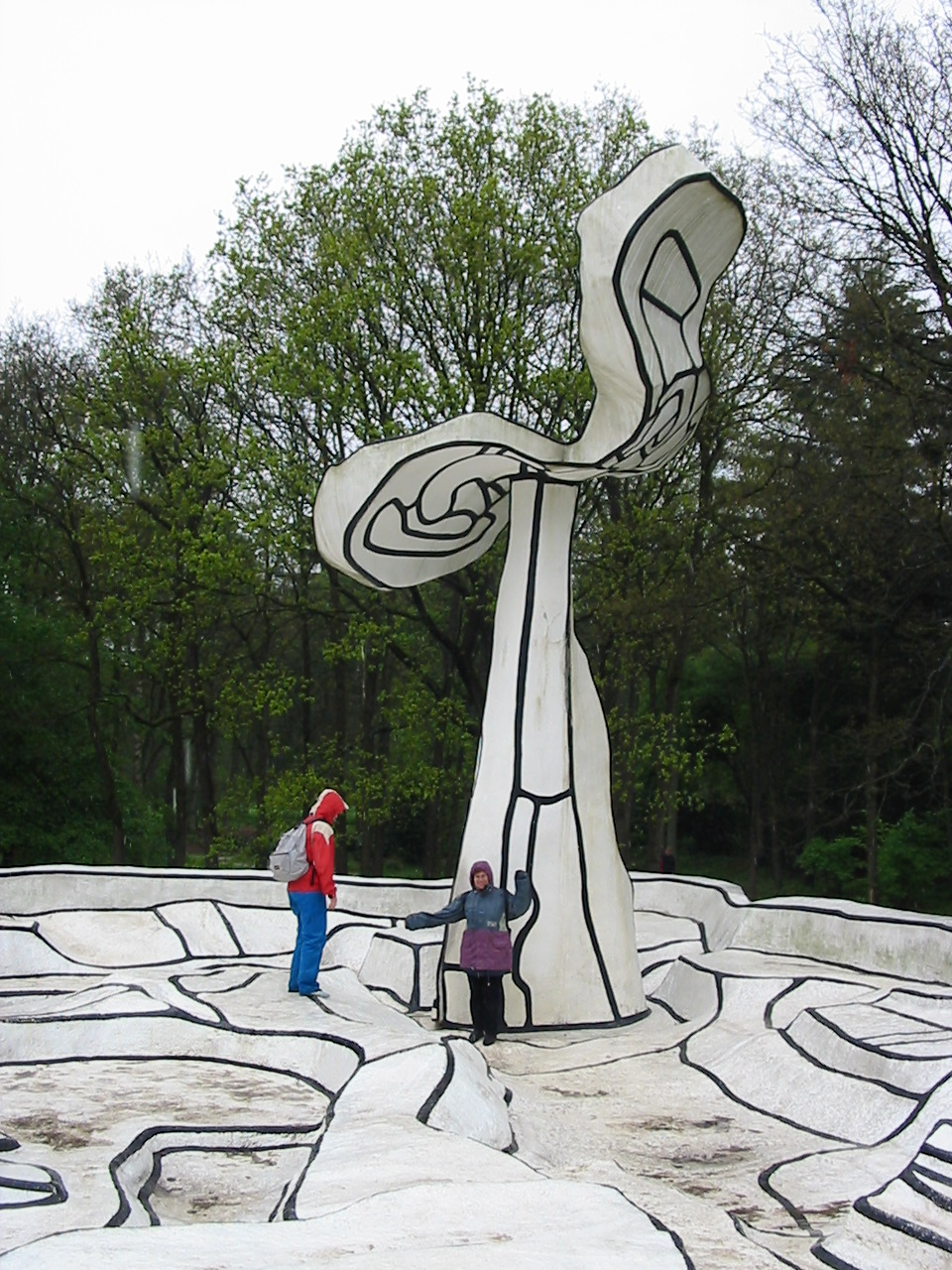
Jardin d'émail di Jean Dubuffet, nel giardino delle sculture del Kröller-Müller

Il Kröller-Müller Museum è un museo statale (Rijksmuseum) dei Paesi Bassi; è situato in Houtkampweg 6, Postbus 1 a Otterlo, villaggio compreso nel comune di Ede in Gheldria, al centro del parco nazionale De Hoge Veluwe.
Il museo Kröller-Müller possiede una considerevole collezione di dipinti di Vincent van Gogh (ad esempio Terrazza del caffè la sera, Place du Forum, Arles), il che lo rende la seconda collezione di opere di Van Gogh nel mondo (dopo il Van Gogh Museum ad Amsterdam). Oltre alle opere di Van Gogh, altri lavori significativi sono quelli di Piet Mondrian, Bart van der Leck, Georges Seurat, Odilon Redon e Pablo Picasso.

## Storia
Il nome del museo deriva da Helene Kröller-Müller, grande collezionista d'arte, moglie di un ricco industriale e tra i primi a riconoscere il genio di Van Gogh e ad acquistare i suoi dipinti. Nel 1935 donò la sua intera collezione ai Paesi Bassi.
Nel 1938 il museo, progettato da Henry van de Velde, aprì i battenti per la prima volta. Il giardino delle sculture fu aggiunto nel 1961 e una nuova ala espositiva, progettata da Wim Quist, aprì nel 1977.
Anche il Jachtslot St Hubertus, un edificio progettato dall'architetto Hendrik Petrus Berlage, è attualmente parte del complesso museale.

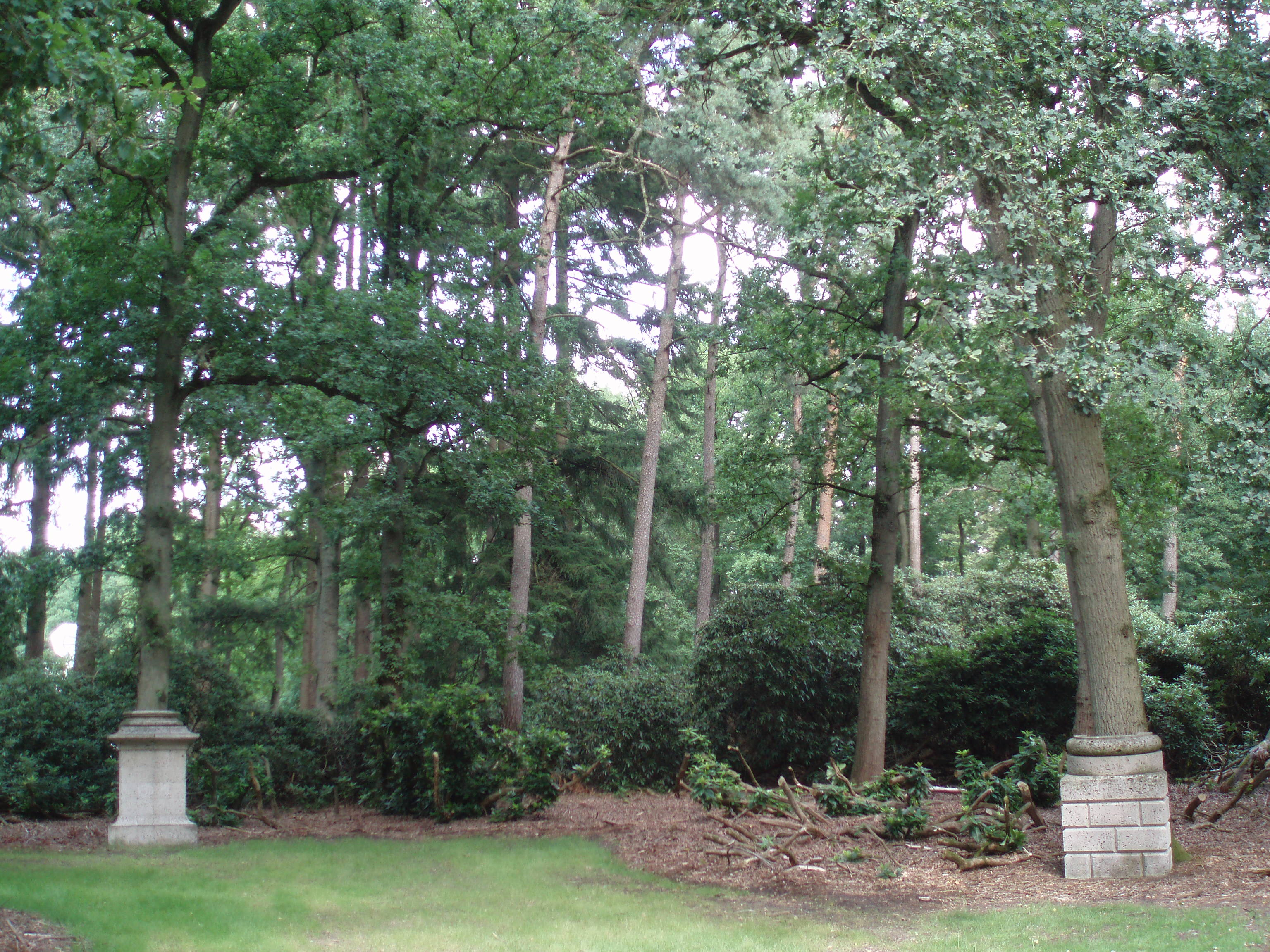
Kunstwerk Five Colums di Ian Hamilton Finlay

## Giardino delle sculture
Il museo Kröller-Müller è anche celebre per il suo ampio giardino delle sculture, che comprende opere di Auguste Rodin, Henry Moore, Jean Dubuffet, Mark di Suvero, Lucio Fontana, Claes Oldenburg, Fritz Wotruba, Richard Serra, Ian Hamilton Finlay e Joep van Lieshout.

## Le opere maggiori

### Vincent van Gogh

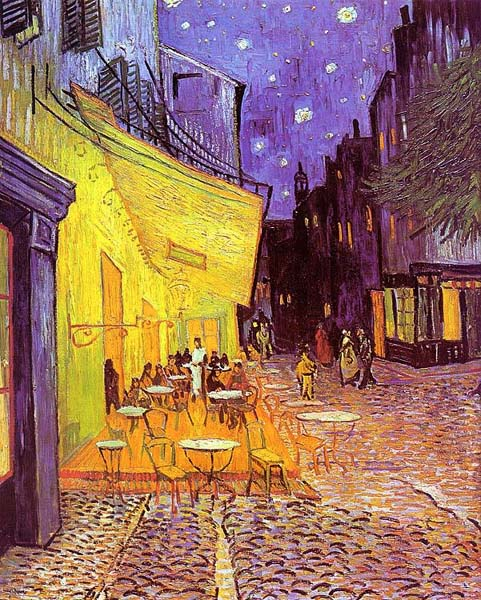
Terrazza del caffè la sera, Place du Forum, Arles di Van Gogh

- Donne che portano sacchi di carbone (1882)
- Tessitore al telaio (1884)
- Terrazza del caffè la sera, Place du Forum, Arles (1888)
- Seminatore al tramonto (1888)
- Salici al tramonto (1888)
- Ritratto di Millet (1888)
- Les Alyscamps (1888)
- Gezicht op Saintes-Maries-de-la-Mer (1888)
- La Berceuse (1889)
- Natura morta con tavolo da disegno, pipa, cipolle e cera (1889)
- Sentiero di notte in Provenza (1890)

### Georges-Pierre Seurat
- Angolo di una darsena, Honfleur (1886)
- Imboccatura del molo, Honfleur (1886)
- Domenica, Port-en-Bessin (1888)
- Lo Chahut (1889-1890 circa)
- Il canale di Gravelines, in direzione del mare (1890)

### Odilon Redon
- Il ciclope (1914)